# Woodball
Woodball é um esporte em que tacos são usados para fazer uma bola passar por portais colocados no chão. Pode ser disputado na grama, na areia ou em recinto coberto. O esporte faz parte do programa dos Jogos Asiáticos de Praia.